# Æthelred (Ealdorman)
Æthelred (auch Aethelred, Ethelred, Ethered; † 911) war von ca. 883 bis 911 Herrscher des angelsächsischen Königreichs Mercia. Æthelreds Herrschaft beschränkte sich auf den westlichen Teil von Mercia, denn der östliche Teil war Teil des dänischen Herrschaftsbereich auf britischem Boden, dem Danelag. Im Gegensatz zu seinem Vorgänger, dem letzten merzischen König Ceolwulf II, war Æthelred ein Ealdorman und unterstand der Oberherrschaft des Königs von Wessex. Diese Abhängigkeit Mercias von Wessex war hauptsächlich eine Folge der Überfälle und Eroberungszüge der dänischen Wikinger im Norden und Osten Englands, die zur Teilung Mercias geführt hatten und zu einem Verlust der langen Vorherrschaft Mercias unter den angelsächsischen Reichen Britanniens. Während seiner Herrschaft gelang es Æthelred, den Einfluss der Dänen wieder zurückzudrängen, wobei er militärisch oft in Zusammenarbeit mit dem König von Wessex agierte (Alfred der Große bzw. seinem Nachfolger, Eduard der Ältere). Mit dem Königreich Wessex war Æthelred auch verwandtschaftlich verbunden, denn seine Ehefrau Æthelflæd war die Tochter Alfreds des Großen. Nach Æthelreds Tod 911 folgte ihm seine Ehefrau Æthelflæd 911–918 als Herrscherin über Mercia, die Æthelreds Politik und Militäraktionen gegen die Dänen fortführte.

## Historischer Hintergrund
Siehe auch: Wikingerzeit

Das Gebiet des Danelag um 878

In der zweiten Hälfte des 9. Jahrhunderts und zu Beginn des 10. Jahrhunderts überrannten dänische Wikinger einen Großteil der englischen Königreiche Northumbria, Teile von Mercia sowie East Anglia und bedrohten die Existenz des Königreichs Wessex.
Nachdem das Königreich Mercia längere Zeit eine Vorherrschaft unter den angelsächsischen Königreichen innegehabt hatte, begann sein Einfluss mit den Raubüberfällen und Eroberungszügen dänischer Wikinger im Norden und Osten Englands zu schwinden. Unter der Herrschaft des merzischen Königs Burgred (852–874) gelang es den dänischen Wikingern, sich im Norden Englands festzusetzen. Im Winter 867/868 fielen die Dänen erstmals in Mercia ein. In den Jahren 871–873 gelang es Mercia, durch finanzielle Zuwendungen Frieden mit den Dänen zu schließen und sie zum Rückzug aus Mercia zu bewegen, bis Mercia schließlich im Winter 873/874 in Repton kapitulieren musste. König Burgred wurde aus Mercia vertrieben und verbrachte den Rest seines Lebens im Exil in Rom. Neuer König von Mercia wurde Ceolwulf II. 877 wurde Mercia geteilt: Der östliche Teil Mercias fiel den dänischen Wikingern zu und wurde Teil des Herrschaftsbereiches der Dänen. Der westliche Teil wiederum blieb unter angelsächsischer Herrschaft unter Ceolwulf II., auf den einige Jahre später Æthelred folgte.
In Wessex vermochte man die Wikingereinfälle besser abzuwehren, und mit dem Niedergang von Mercia begann der Aufstieg von Wessex als vorherrschende Macht in England. König Alfred von Wessex konnte nach einigen Niederlagen schließlich militärische Erfolge verzeichnen. Bedeutend war die Schlacht bei Edington 878, in dessen Folge Alfred einen Friedensvertrag mit dem König der dänischen Wikinger, Guthrum, aushandeln konnte. Damit war England de facto zweigeteilt: ein Herrschaftsbereich der Dänen, das Danelag, und der englische Herrschaftsbereich, hauptsächlich König Alfreds Wessex und seine Verbündeten. Im Vertrag wurden die Grenzen zwischen den angelsächsischen Königreichen und den Einflussbereich der Wikinger auf englischem Boden (Danelag) festgelegt, wobei die noch aus der Römerzeit Englands stammende Watling Street die östliche Grenze der angelsächsischen Königreiche markierte. Alfred begann dann eine zweifache Strategie gegen die Dänen: Er begann Befestigungsanlagen (burhs) gegen äußere Angriffe zu errichten. Gleichzeitig hegten er und seine Nachfolger den Ehrgeiz, die durch die Dänen besetzten Gebiete zurückzuerobern.

## Leben
Über die Herkunft und Kindheit von Æthelred ist nichts bekannt. Einige Historiker vermuten, dass er möglicherweise aus der Königslinie des ehemaligen angelsächsischen Königreichs Hwicce stammt, das im 9. Jahrhundert zum Kernland des Königreichs Mercia gehörte. Andere vermuten, dass Æthelred mit dem merzischen Ealdorman Æthelred Mucel verwandt sein könnte, dem Schwiegervater Alfreds des Großen.
Æthelred tritt historisch belegt erstmals 883 in Erscheinung, als er in einer Charta Berkeley Abbey in Gloucestershire einige Privilegien gewährt. In dieser Charta wird gesagt, dass Æthelred mit der Zustimmung Alfreds des Großen agiert, was darauf hindeuten würde, dass Æthelred Alfreds Oberhoheit anerkennt. Spätere Chartas erwähnen Alfred jedoch nicht, woraus einige Historiker schließen, dass Æthelred in Mercia relativ unabhängig von Wessex herrschen konnte. Die zeitgenössischen Quellen sind auch nicht ganz eindeutig in ihrer Beschreibung von Æthelreds Status: Die Angelsächsische Chronik bezeichnet ihn als Ealdorman oder als myrcna hlaford (dt. 'Herr der Mercier'). Chartas aus Wessex verwenden den Titel subregulus (dt. etwa 'kleiner Unterkönig'). Spätere Quellen wie der Chronist Æthelweard oder irische Quellen aus dem 10. Jahrhundert bezeichnen ihn als rex (dt. 'König'), was möglicherweise darauf schließen lässt, dass Æthelred einem König vergleichbare Befugnisse hatte.
Æthelred findet auch bei Asser, dem Biografen Alfreds des Großen Erwähnung: Laut Asser brachte Æthelred die walisischen Herrscher Hywel ap Rhys, König von Gleguising, und die Brüder Ffyrnfael und Brochfael ap Meuric, Könige von Gwent, durch mehrere Feldzüge in so große Bedrängnis, dass sie sich König Alfreds Herrschaft und seinem Schutz unterwarfen.
Um 886 heiratete Æthelred Æthelflæd, die älteste Tochter Königs Alfred des Großen von Wessex, die gerade das heiratsfähige Alter erreicht hatte. Æthelred und Æthelflæd hatten zusammen eine Tochter mit Namen Ælfwynn. Alfred übertrug Æthelred die Herrschaft über London, wohl entweder in Anerkennung der Tatsache, dass London vormals merzisch war, oder möglicherweise als Hochzeitsgeschenk anlässlich seiner Hochzeit mit Æthelflæd.
Ein großer Teil der Herrschaft Æthelreds war durch Kriegszüge gegen die Dänen im Norden und Westen Englands gekennzeichnet, häufig in Kooperation mit Alfred und seinem Nachfolger, Eduard dem Älteren. So gehörte Æthelred zu den Heerführern einer angelsächsischen Armee, die die Dänen 893 in Buttington in der Nähe von Welshpool in Montgomeryshire besiegte. Im Jahr 905 fielen plündernde Dänen aus East Anglia in Mercia ein und kehrten mit reicher Beute heim. Den darauf folgenden Vergeltungsfeldzug führte König Eduard der Ältere von Wessex, der Schwager Æthelreds, an.
Æthelred und seine Frau Æthelflæd folgten außerdem der Politik König Alfreds, in dem sie Mercia mit Fluchtburgen (altengl. burh) befestigten und damit besser gegen einfallende Wikinger verteidigen konnten. Auf Æthelred und Æthelflæd gehen eine Reihe von Gründungen neuer burhs zurück, darunter die späteren Städte Gloucester und Shrewsbury. 908 ließ Æthelflæd die zerstörte Stadt Chester wieder aufbauen. Der Bau der Kirche St. Oswald in Gloucester geht ebenfalls auf Æthelred und Æthelflæd zurück. 909 führte eine gemeinsame Armee mit Truppen aus Wessex und Mercia einen erfolgreichen Feldzug gegen das dänische Lindsey, wo sie in Bardney Abbey die Überreste des Heiligen Oswald von Northumbria an sich brachten und nach Gloucester überführten, wo sie als Reliquien in der von Æthelred und Æthelflæd gegründeten Kirche aufbewahrt wurden.
Zu Æthelreds letzten Jahren und seinem Tod gibt es unterschiedliche Einschätzungen. Einige Historiker gehen davon aus, dass Æthelred die letzten Jahre seiner Herrschaft vermutlich krank war, denn seine Frau übernahm in seinen letzten Lebensjahren offenbar die politische und militärische Führung in Mercia. Eine andere Möglichkeit wäre, dass Æthelred in der Schlacht von Tettenhall gegen die Dänen am 5. August 910 verwundet wurde, was jedoch als weniger wahrscheinlich gesehen wird, weil die vorliegenden Quellen für einen früheren Rückzug Æthelreds aus militärischen Aktivitäten sprechen. Æthelred starb 911. Nach Æthelreds Tod übernahm seine Witwe Æthelflæd die Herrschaft und regierte Mercia danach fast acht Jahre lang, eines der seltenen Beispiele für die Herrschaft einer Frau im mittelalterlichen Europa. Sowohl Æthelred als auch Æthelflæd fanden ihre letzte Ruhestätte in dem von ihnen gegründeten St. Oswald in Gloucester.